# The Winding Stair
The Winding Stair è un film muto del 1925 diretto da John Griffith Wray. La sceneggiatura di Julian La Mothe si basa sull'omonimo romanzo di A. E. W. Mason pubblicato nel 1923 a New York.

## Produzione
Il film fu prodotto dalla Fox Film Corporation

## Distribuzione
Il copyright del film, richiesto dalla Fox Film Corp., fu registrato il 18 ottobre 1925 con il numero LP21926.
Distribuito dalla Fox Film Corporation e presentato da William Fox, il film uscì nelle sale degli Stati Uniti il 25 ottobre 1925. In Finlandia, fu distribuito il 2 gennaio 1928.
Non si conoscono copie ancora esistenti della pellicola che viene considerata presumibilmente perduta.